# Tre Tunnor

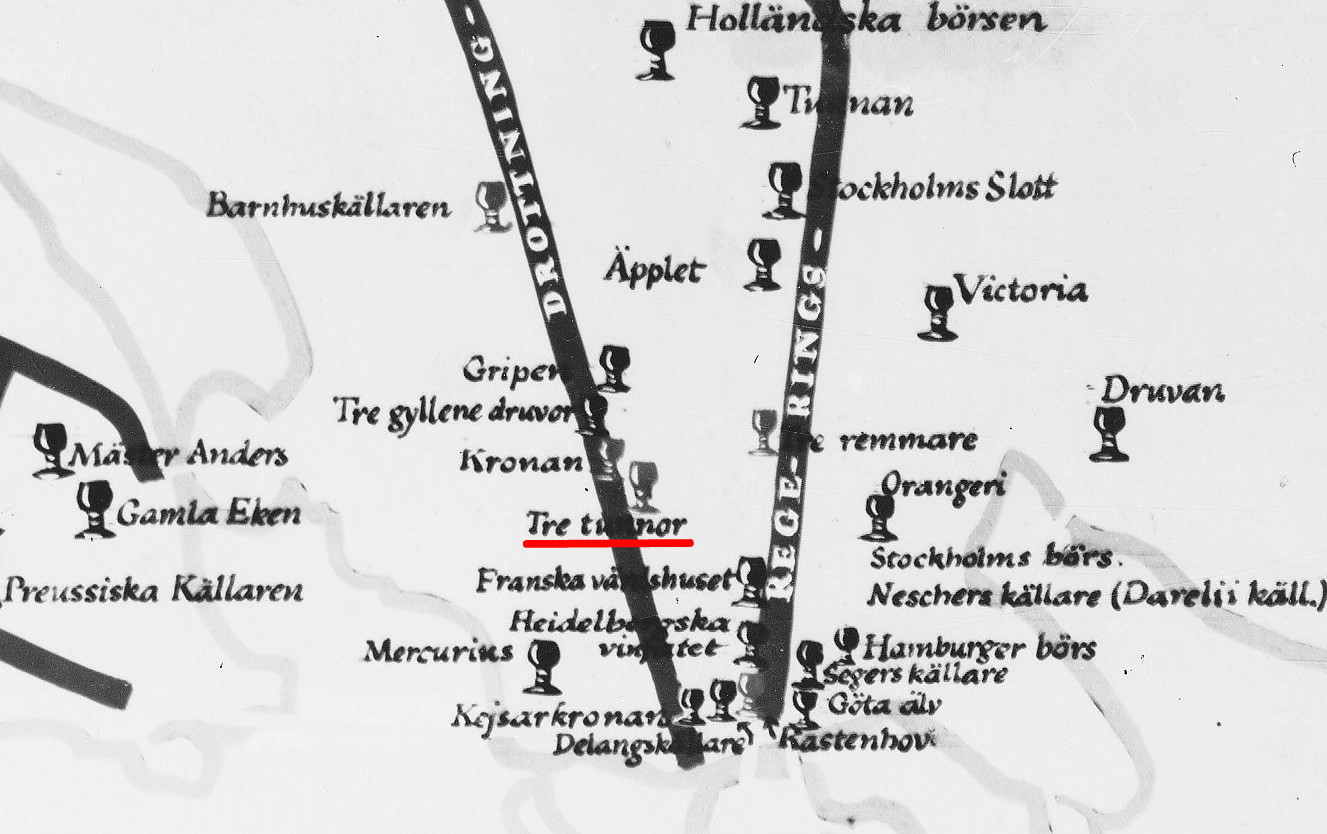
Kända värdshus i norra Stockholm, 1600- till 1700-tal ("Tre Tunnor" markerad)

Källaren Tre Tunnor var en vinkällare, i kvarteret Skansen vid hörnet av Drottninggatan / Klarabergsgatan (dåvarande Bergsgränden) på Norrmalm i Stockholm. Tre Tunnor existerade mellan 1650 och 1797. 

## Historik

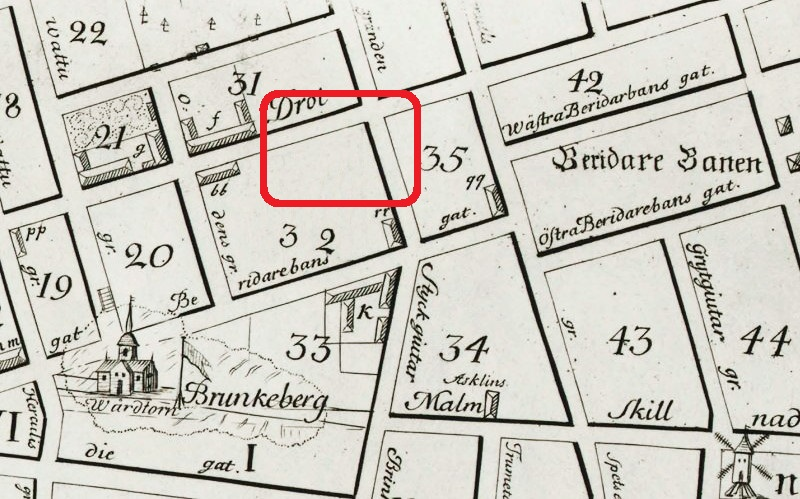
Del av Tillaeus Stockholmskarta från 1733 visande Tre Tunnors läge. Nr 32: Kvarteret Scantzen. Norr är till höger.

Tre Tunnor hörde till Stockholms kända utskänkningsställen och öppnade troligen år 1650, eftersom just detta årtal stod på värdshuset skylt. Det var bara några år efter att den stora regleringsplanen för Norrmalm igångsattes. 
I mars 1637 restes de första mätpinnarna nedanför det blivande Hötorget för att staka ut Stoore Konnungz gatun, senare kallad Drottninggatan (se Stadsplanering i Stockholm). År 1663 angavs på stadsingenjören Anders Torstenssons tomtkarta att ägaren till hörntomten var vinskänken och vinhandlaren Anders Larsson. Tomten ägdes av Stockholms stad. Platsen var välvald då Drottninggatan skulle utvecklas till en viktig färdväg norrut.
År 1669 avled Anders Larsson och hans svärson, Lars Månsson Mörling, övertog rörelsen och fick 1671 även fastebrevet för fastigheten av staden. Vid 1600-talets slut blev källarmästaren Ingemar Frodbohm (död 1726) ägare till huset och rörelsen. 1710 förvärvade han även en stor tomt i trakten kring Roslagstull där han lät inrätta värdshuset Ingemarshof uppkallat efter sitt eget förnamn. 

### Tre Tunnor – Tre Byttor
Tre Tunnor är troligen identiskt med Carl Michael Bellmans Tre Byttor som besjöngs av honom i Fredmans epistlar No 51: "Movitz blåste en Concert" (Angående Concerten på Tre Byttor). En rekonstruktion av källaren Tre Byttor finns i form av tre rum inredda med inspiration från Bellmans 1700-tal i restaurangen ”Tre Byttor” på friluftsmuseet Skansen i anslutning till Solliden.

## Husets vidare öden
Tre Tunnor vid Drottninggatan stängde 1797 och skylten togs ner. På 1800-talets andra hälft uppfördes här ett nytt bostadshus med affärslokaler i bottenvåningen som kring sekelskiftet 1900 inhyste G. R. Feychtings jernkramhandel. Mellan 1920-talet och fram till rivningen på 1950-talets mitt låg bland annat Husmoderns varuhus i byggnaden. Området förändrades komplett genom Norrmalmsregleringen när Sergels torg anlades i slutet av 1960-talet. Idag motsvaras platsen för Tre Tunnor ungefär av paviljongbyggnaden med nedgången till T-centralen.